# Vida Bruce
Vida Bruce ist eine ehemalige ghanaische Leichtathletin, die sich auf den Sprint spezialisiert hat.

## Sportliche Laufbahn
Vida Bruce schied 2002 bei den Afrikameisterschaften in Radès mit 12,08 s und 24,75 s jeweils in der ersten Runde im 100- und 200-Meter-Lauf aus und gewann mit der ghanaischen 4-mal-100-Meter-Staffel in 47,41 s gemeinsam mit Georgina Sowah, Gifty Addy und Aisha Primang die Bronzemedaille hinter den Teams aus Südafrika und der Elfenbeinküste.